# Álika
Pour les articles homonymes, voir Alika.
Álika (en grec moderne : Άλικα) est un village du  dème du Magne-Oriental, dans le district régional de Laconie, en Grèce

## Geographie
Álika est situé au sud du Magne, entre Geroliménas et le cap Matapan, en contrebas du village de Vathia.